# Vitstrupig trädklättrare
Vitstrupig trädklättrare (Xiphocolaptes albicollis) är en fågel i familjen ugnsfåglar inom ordningen tättingar.

## Utseende och läte
Vitstrupig trädklättrare är en stor trädklättrare med rätt litet huvud och en lång, kraftig och något nedåtböjd näbb. Den är rostbrun på kroppen och blek i ansiktet och på strupen. På hals och hjässa syns beigefärgad streckning. Sången är ljudlig och vittljudande, ett klagande ljud följt av en fallande serie med fyra till sex tvåstaviga visslingar.

## Utbredning och systematik
Vitstrupig trädklättrare delas in i tre underarter:
- Xiphocolaptes albicollis villanovae – känd endast från en lokal i nordöstra Brasilien (nordöstra Bahia)
- Xiphocolaptes albicollis bahiae – förekommer i östra Brasilien (östra och centrala Bahia)
- Xiphocolaptes albicollis albicollis – förekommer från sydöstra och södra Brasilien (Goiás och Bahia) till östra Paraguay och nordöstra Argentina

## Levnadssätt
Vitstrupig trädklättrare hittas i fuktiga skogar, även med inslag av Araucaria. Där födosöker den i skogens alla skikt. Den ses ibland i närheten av svärmande vandringsmyror för att plocka byten som de skrämmer upp i sin framfart, men även som en del av kringvandrande artblandade flockar.

## Status
Arten har ett stort utbredningsområde och beståndet anses vara stabilt. Internationella naturvårdsunionen IUCN listar den därför som livskraftig (LC).